# Gabriella Cilmi
Gabriella Lucia Cilmi, född 10 oktober 1991 i Dandenong i Melbourne, är en australisk. Gabriella upptäcktes av Warner Musics Michael Parisi när hon framförde en improviserad version av Rolling Stones "Jumping Jack Flash" under en festival i Melbourne.

## Diskografi

### Album
- Lessons to Be Learned (2008)
- Ten (2010)

### Singlar
- Sweet About Me (2008)
- Sweet About Me / Echo Beach (2008)
- Don't Wanna Go to Bed Now (2008)  (Australien only)
- Save the Lies (2008)
- Sanctuary (2008)
- Warm This Winter (2008)
- Non ti aspettavo (Libertà) duett med Nevio Passaro (2009)
- On A Mission (2010)
- Hearts Don't Lie (2010)
- Defender (2010)
- Magic Carpet Ride (2010)

### Musikvideor
- Sweet About Me (2008)
- Don't Wanna Go to Bed Now (2008)  (Australien only)
- Save the Lies (2008)
- Sanctuary (2008)
- On A Mission (2010)
- Hearts Don't Lie (2010)
- Defender (2010)